# Finansiell matematik
Finansiell matematik är en gren av matematiken som sysselsätter sig med studiet av finansiella marknader. I ämnet ingår både att modellera finansiella tillgångar och att prissätta derivat skrivna på en finansiell tillgång.
Exempelvis så används flera olika stokastiska modeller för att modellera framtida fluktuationer hos aktiepriser, och en finansiell matematiker använder statistiska metoder för att avgöra vilken modell som ligger närmast verkligheten, men också stokastisk kalkyl för att avgöra hur mycket till exempel en option på den underliggande aktien är värd.
Ett av de mest centrala resultaten inom finansiell matematik är Black-Scholes prissättningsformel för Europeiska optioner. Formeln bestämmer det pris en option måste ha för att inte införa möjlighet till arbitrage på marknaden.
De matematiska tekniker som används inom finansiell matematik är framförallt stokastisk kalkyl, statistik, differentialekvationer och funktionalanalys.
|  | Den här artikeln ingår i boken: Matematik |